# Jiří Holubec
Jiří Holubec (* 3. März 1966 in Jilemnice) ist ein Biathlontrainer und ehemaliger tschechoslowakischer beziehungsweise tschechischer Biathlet. Er gehörte von Mitte der 1980er bis Ende der 1990er Jahre dem Nationalkader seiner Nationen an und war in dieser Zeit über einen längeren Zeitraum Teil der internationalen Weltspitze. Er nahm zwischen 1986 und 1998 an vier Olympischen Winterspielen und sieben Biathlon-Weltmeisterschaften teil und gewann zwei WM-Medaillen.
Jiří Holubec lebt in Jablonec nad Nisou und startete für OZSP Jablonec nad Nisou. Erste internationale Meisterschaften wurden die Weltmeisterschaften 1986 am Holmenkollen in Oslo, bei denen er Elfter des Sprints und mit Jan Matouš, Zdeněk Hák und Jaromír Šimůnek Sechster des Staffelrennens wurde. Auch ein Jahr später in Lake Placid erreichte er als Zehnter des Einzels und Elfter des Sprints gute Resultate. 1988 nahm er in Calgary an seinen ersten Olympischen Winterspielen teil und belegte dabei die Ränge 32 im Einzel, 28 im Sprint und wurde als Startläufer mit František Chládek, Tomáš Kos und Matouš Staffel-Elfter. Einen ersten großen internationalen Erfolg erreichte Holubec bei den Biathlon-Weltmeisterschaften 1990, die aus Witterungsgründen an mehreren Standorten durchgeführt wurden. Nachdem er im Einzel 32. wurde, gewann er mit Kos, Ivan Masařík und Matouš hinter der Vertretung der DDR bei ihrer letzten WM und vor Frankreich die Silbermedaille im Mannschaftswettbewerb. 1991 kam in Lahti ein 26. Platz hinzu. 1992 startete er bei seinen zweiten Olympischen Spielen in Albertville letztmals für die Tschechoslowakei. Im Einzel kam er auf den 15., im Sprint auf den 23. und mit Martin Rypl, Kos und Masařík im Staffelwettkampf auf den siebten Platz.
Nachdem sich die Tschechoslowakei zum 1. Januar 1993 aufgelöst hatte, startete Holubec für Tschechien. Erste internationale Meisterschaft wurden nur kurz darauf die Weltmeisterschaften 1993 in Borowetz, bei denen er im Einzel Siebter und mit Petr Garabík, Kos und Masařík als Schlussläufer der Staffel 12. wurde. Ein Jahr später startete er in Lillehammer erstmals für Tschechien bei Olympischen Spielen, wo Holubec 17. im Einzel, 29. des Sprints und mit der Staffel in Besetzung der Vorjahres-WM erneut Staffel-12. wurde. Bei den Biathlon-Weltmeisterschaften 1995 in Canmore kam er als 14. des Einzels erneut auf eine gute Platzierung, gewann zudem mit Garabík, Roman Dostál und Masařík im Mannschaftsrennen hinter Norwegen seine zweite WM-Silbermedaille. Letztmals startete der Tscheche 1996 in Ruhpolding bei einer Weltmeisterschaft. Im Einzel wurde er 45. und mit Garabík, Dostál und Masařík einmal mehr 12. mit der Staffel. Letztes Großereignis und Karriereabschluss wurden die Olympischen Winterspiele 1998 in Nagano, bei denen er 34. des Einzels und mit Garabík, Zdeněk Vítek und Masařík 14. im Staffelwettkampf wurde.
Im Weltcup erreichte Holubec mehrfach Platzierungen unter den besten Zehn. Nach seiner aktiven Karriere wurde er Biathlontrainer und ist mittlerweile für den B-Frauenkader Tschechiens verantwortlich.

## Resultate bei internationalen Meisterschaften
| Veranstaltung                     | Einzel | Sprint | Staffel | Team |
| --------------------------------- | ------ | ------ | ------- | ---- |
| WM 1986 in Oslo                   |        | 11     | 06      |      |
| WM 1987 in Lake Placid            | 10     | 11     |         |      |
| OS 1988 in Calgary                | 32     | 28     | 11      |      |
| WM 1990 in Minsk/Oslo/Kontiolahti | 36     |        |         | 02   |
| WM 1991 in Lahti                  | 26     |        |         |      |
| OS 1992 in Albertville            | 15     | 23     | 07      |      |
| WM 1993 in Borowetz               | 07     |        | 12      |      |
| OS 1994 in Lillehammer            | 17     | 29     | 12      |      |
| WM 1995 in Canmore                | 14     |        |         | 02   |
| WM 1996 in Ruhpolding             | 45     |        | 12      |      |
| OS 1998 in Nagano                 | 34     |        | 14      |      |

## Weltcup-Platzierungen
Die Tabelle zeigt alle Platzierungen (je nach Austragungsjahr einschließlich Olympische Spiele und Weltmeisterschaften).
- 1.–3. Platz: Anzahl der Podiumsplatzierungen
- Top 10: Anzahl der Platzierungen unter den ersten zehn (einschließlich Podium)
- Punkteränge: Anzahl der Platzierungen innerhalb der Punkteränge (einschließlich Podium und Top 10)
- Starts: Anzahl gelaufener Rennen in der jeweiligen Disziplin

| Platzierung                                                              | Einzel | Sprint | Verfolgung | Massenstart | Team | Staffel | Gesamt |
| ------------------------------------------------------------------------ | ------ | ------ | ---------- | ----------- | ---- | ------- | ------ |
| 1. Platz                                                                 |        |        |            |             |      |         |        |
| 2. Platz                                                                 |        |        |            |             | 2    |         | 2      |
| 3. Platz                                                                 |        |        |            |             |      |         |        |
| Top 10                                                                   | 9      |        |            |             | 2    | 2       | 13     |
| Punkteränge                                                              | 26     | 14     |            |             | 2    | 7       | 49     |
| Starts                                                                   | 42     | 35     |            |             | 2    | 7       | 86     |
| Stand: Karriereende, einschließlich WM und Olympia, Daten nicht komplett |        |        |            |             |      |         |        |